# East Coast Rising
East Coast Rising è un fumetto di Becky Cloonan. Pubblicato dall'editore americano Tokyopop nel 2006 ed in Italia dalle Edizioni BD nel novembre 2007, la serie si è arrestata al primo volume.
Nell'opera l'acqua ha trionfato sulle terre emerse,  in uno scenario che vede protagonisti i mari dell'America Settentrionale all'indomani della “Grande Catastrofe”. 

## Trama
Archer, naufrago bambino e custode dell'antica mappa del tesoro di Venti, viene salvato dal giovane capitano Cannonball Joe e dalla sua ciurma, che lo sottraggono alle grinfie di Lee.
Perduta la mappa, ma accolto sulla Revancha Archer chiede al suo salvatore di poter recuperare l'oggetto perduto. Allettato dal tesoro e dall'avventura, Joe accetta di aiutarlo; grazie all'aiuto di Deathsnake si reimpadroniscono della preziosa mappa, ma, scoperti da Lee, sono costretti a fuggire e a dare battaglia alla temibile Hoboken, nave dall'artiglieria pesante e delle testuggini marine mostruose come arma d'emergenza.
Lo scontro tra i due capitani viene interrotto dal mostro marino Morte Strangolatrice, simile al Kraken, gli equipaggi nemici si vedono perciò costretti ad interrompere lo scontro e ad allearsi contro il comune nemico.

## Personaggi
Archer
Protagonista e custode della mappa del tesoro di Venti
Cannonball Joe
Giovane capitano della Revancha.
Deathsnake
Dal look gotico, nonostante l'aspetto ben poco amichevole, Deathsnake rimane il compagno inseparabile della piccola nipotina El, solita riposare sulle sue spalle.
Abby
L'esperta di pesca in acque profonde della Revancha. Dopo aver salvato Archer dal XXX e dalle fameliche testuggini, diventa il bersaglio delle attenzioni del ragazzino.
Drake
Maturo cuoco della ciurma, accoglie Archer come suo aiutante in cucina.
Math
Navigatore e responsabile del timone, è con lei che Joe si consulta prima di imbarcarsi per qualsiasi rotta.
Private
Responsabile tecnico della Revancha, indossa un casco militare che gli copre il viso sino al naso.
Lee
Pirata del Jersey e nemico e rivale di Joe.